# Lucio Blanco, Veracruz
Lucio Blanco är en ort i Mexiko.   Den ligger i kommunen Álamo Temapache och delstaten Veracruz, i den sydöstra delen av landet, 230 km nordost om huvudstaden Mexico City. Lucio Blanco ligger 53 meter över havet och antalet invånare är 376.
Terrängen runt Lucio Blanco är platt åt sydväst, men åt nordost är den kuperad. Runt Lucio Blanco är det ganska tätbefolkat, med 65 invånare per kvadratkilometer. Närmaste större samhälle är Temapache, 7,3 km nordost om Lucio Blanco. Trakten runt Lucio Blanco består till största delen av jordbruksmark.